# Nước chấm (kiểu Thái)

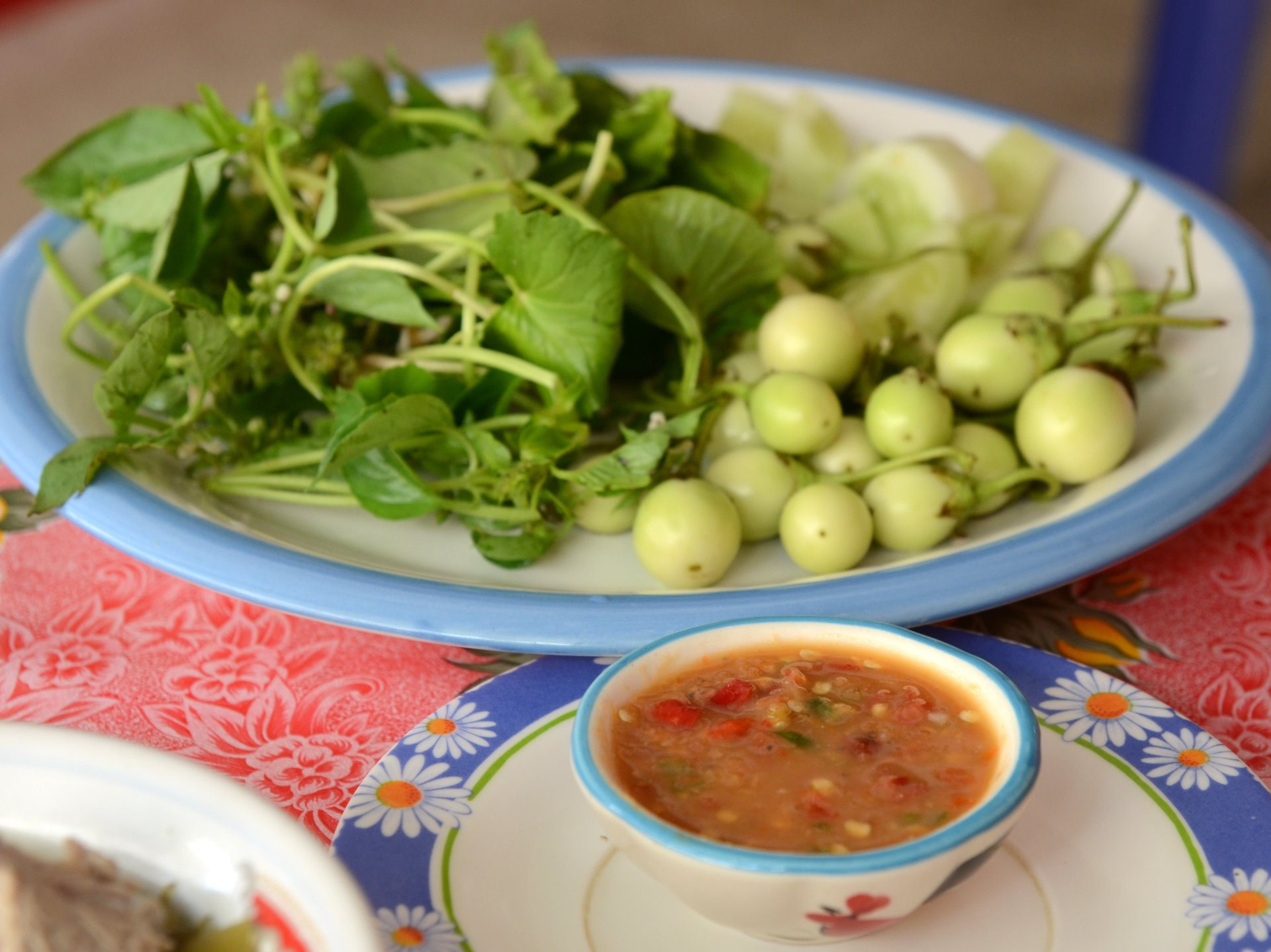

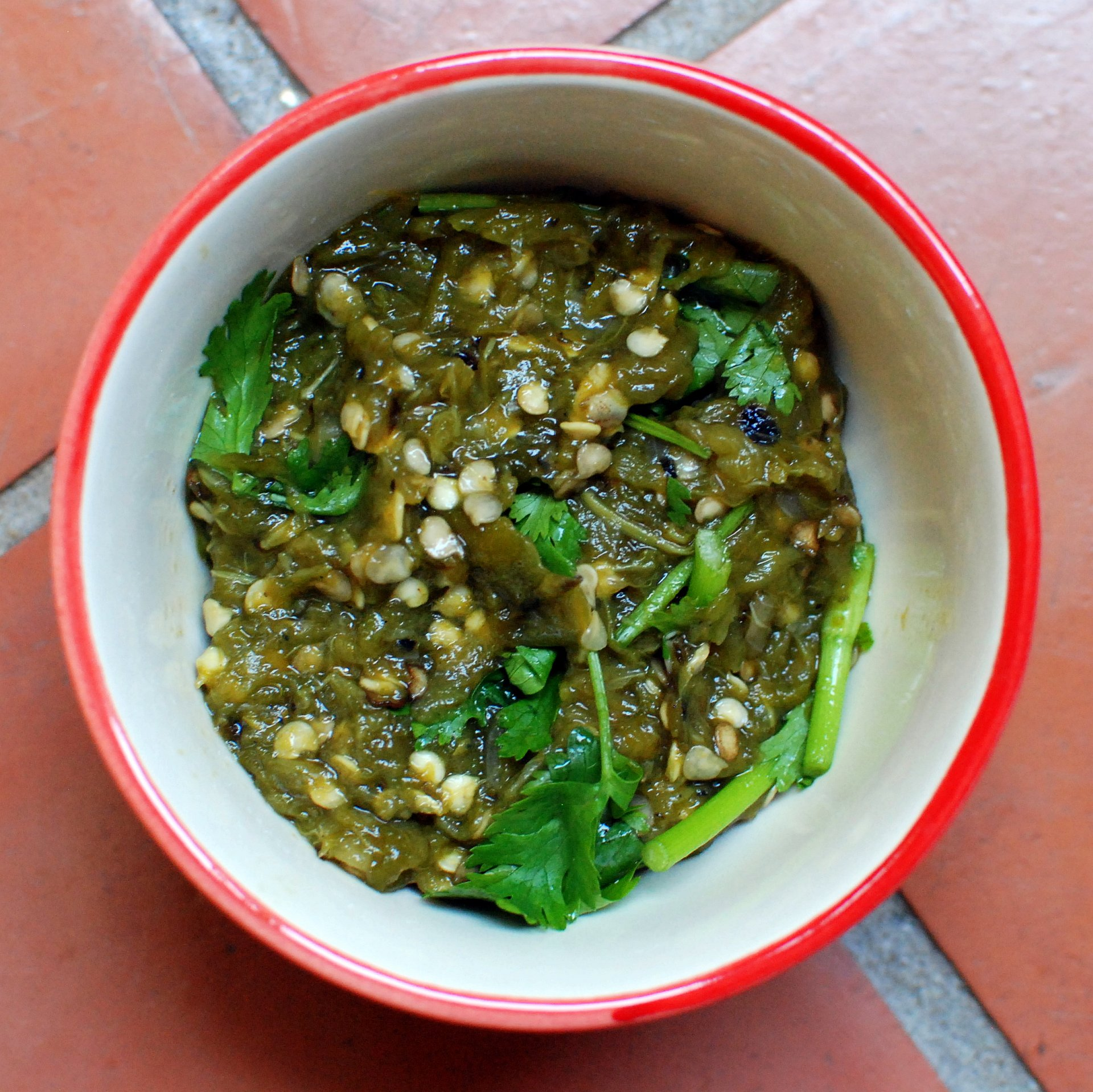

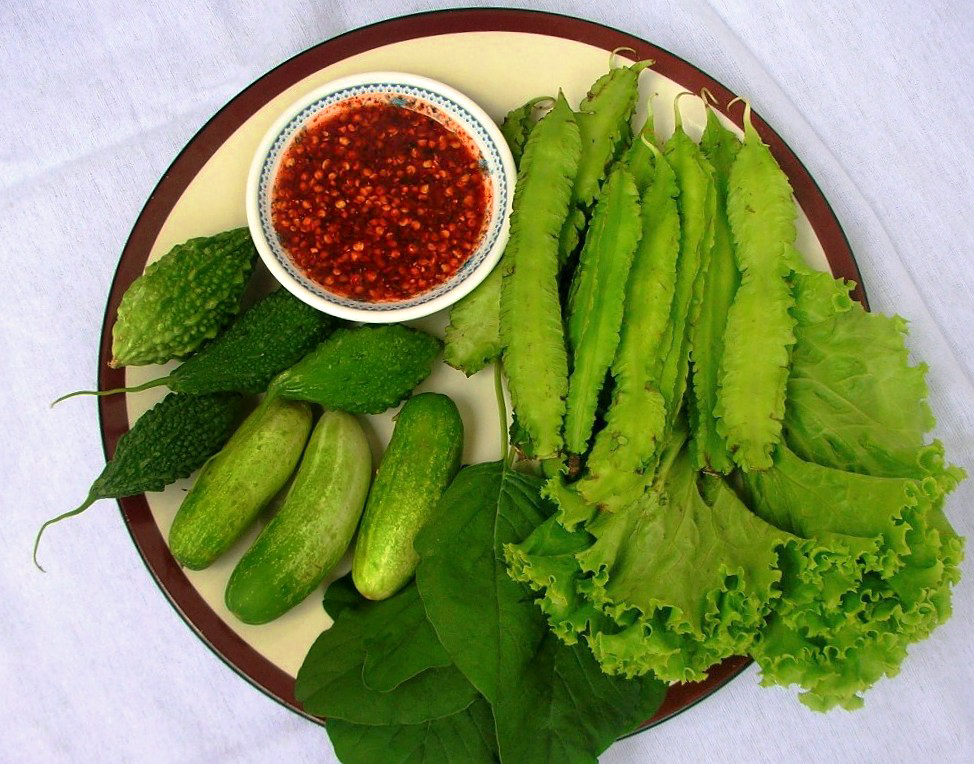

Nam phrik (น้ำพริก), là từ chung để chỉ các loại nước chấm đã pha loãng có vị cay của ớt, đặc trưng cho ẩm thực Thái Lan. Nguyên liệu chính của loại nước chấm này là ớt khô, tỏi, hành tím, nước mắm, nước chanh và mắm cá, mắm tôm. Cách truyền thống để làm loại nước chấm này là giã trộn các nguyên liệu bằng chày cối, có bỏ thêm chút muối cho đậm đà.
Nam phrik thường được đựng trong những dĩa nhỏ cho những món lạt, ví dụ như rau sống, rau luộc, thịt cá, gia cầm. Tùy thuộc vào loại nước chấm, gia đình hay vùng miền nào pha nó mà nam phrik có thể lỏng hoặc đặc, có thể khô, chứa nhiều nguyên liệu băm nhỏ, hoặc sệt do được thêm vào nhiều bột.

## Các loại nước chấm Thái Lan
Các loại nam phrik thay đổi tùy theo nguyên liệu, cách pha và tùy theo các vùng. Vài loại nước chấm có me, xoài xanh, riềng, sả hoặc nấm. Mắm cá có thể được làm theo nhiều kiểu, có thể làm khô và bằm nhỏ, cá có thể muối hoặc luộc, có thể có trứng cá, hoặc có thể được thay thế bằng cà chua hoặc thịt heo xay.

## Chẩm chéo
Chẩm chéo hay chẳm chéo (tiếng Thái: จำแจ่ว)  là gia vị cổ truyền của người Thái ở Đông Bắc Thái Lan. Chẩm chéo dùng chấm xôi, các món luộc, đồ nướng và các món rau sống. Nguyên liệu chính của món chấm này bao gồm ớt, muối, mắc khén, tỏi, hạt dổi, gừng, húng lủi, rau thơm, mùi tàu, sả.
Về cơ bản, làm chẩm chéo cần ớt tươi và mắc khén. Ớt đem nướng lên cho thơm và giòn cùng với tỏi và mắc khén để lấy vị thơm, tất cả giã chung với muối và mì chính là đầu bếp sẽ có một bát chéo cơ bản. Chẩm chéo được sử dụng trong những bữa ăn hằng ngày hoặc đãi du khách nước ngoài. Ngoài việc chấm thịt, chấm rau, người Thái còn dùng chẳm chéo để ăn chua như khi ăn trái mận, sim, bắp cải,...
Trong tiếng Thái, "chẳm" có nghĩa là món chấm, "chéo" là  mùi thơm của nhiều loại rau kết hợp lại. Tên gọi của món ăn cũng miêu tả những nguyên liệu làm chẩm chéo.

## Một số biến thể

### Chẩm chéo
- Chéo pà (chéo cá) (tiếng Thái: แจ่ววปา Jaew Pah): cá suối nhỏ nướng vàng, giã nhuyễn với chéo cơ bản dùng chấm măng tre, măng vầu và rau luộc.
- Chéo tắp cày (tiếng Thái: แจ่วตับไก่ Jaew Tap Kai) (chéo gan gà): Luộc chín gan gà hoặc gan vịt rồi nướng cho thơm, thêm lá chanh thái nhuyễn rồi giã với chéo cơ bản. Thêm một chút nước luộc gà, vịt, đánh lên cho nhuyễn.
- Chéo nặm xổm (tiếng Thái: แจ่วน้ำซ่อม) (chéo nước chua): Bột vừng trắng hay thính gạo rang vàng, cá nướng giã nhỏ mịn trộn với chéo cơ bản rồi thêm chút nước măng chua vừa đủ độ, dùng chấm rau cải non. Biến thể này kị với mắc khén.
- Chéo mắc có (tiếng Thái: แจ่วมะกอก, Jaew Mak-ok): chéo cóc Thái có vị chua chát. Lấy một phần thịt của quả cóc giã chung với chéo cơ bản (không có mắc khén). Chéo này dùng chấm rau má. Biến thể của nó sử dụng me, gọi là chéo mắc kham (แจ่วมะขาม).
- Chéo non đíp (tiếng Thái: แจ่ว หนอนดิบ): Non đíp là loại ớt chỉ thiên tươi, dùng để chấm fak nhả hút  (tiếng Thái: ผากยาหูด, cỏ mần trầu). Giã Non đíp (không nướng) với muối, tỏi, mì chính.
- Chéo sắc chay (tiếng Thái: แจ่ว สากใจ: Thái củ sả rồi giã nhuyễn, thêm ít lá chanh rồi trộn với chéo cơ bản, chắt thêm chút nước, dùng chấm lá sắn non, lá vả đồ.
- Chéo hòm pẻn (Thai: แจ่วหม เป็น): Rau mùi giã nhỏ rồi trộn với chéo cơ bản, dùng để chấm rau cải đồ và thịt lợn ba chỉ luộc.
- Chéo khá (Thai: แจ่วฅะ): Thái lát mỏng rồi giã nhỏ riềng, thêm chút lá chanh rồi trộn với chéo cơ bản. Chéo khá dùng chấm măng đắng.
- Chéo thúa nâu (Thai: แจ่วเอือดด้าน Jaew Thua Naw): (chéo đậu tương lên men): Hạt đỗ đem ngâm, rửa sạch rồi luộc mềm, đãi vỏ, để ráo để lên men bằng cách gói lá để lên gác bếp. Khi có mùi đặc trưng thì giã với muối, ớt rồi nặn thành bánh đem phơi trên cái nia lót lá cà cho khô. Lúc ăn, đem nướng trên than cho vàng thơm rồi giã nhuyễn với chéo cơ bản. Chéo thúa nâu có mùi đặc trưng dùng chấm thịt gà, thịt lợn sữa hoặc măng.
- Chéo ta đeng (แจ่วตาแดง - Jaew Ta Daeng): chéo ớt cựa gà.
- Chéo prích chì (แจ่วพริกจี่ - Jaew Prik Ji): chéo ớt xanh
- Chéo đằm (แจ่วดำ - Jaew Dam): chéo ớt chưng.
- Chéo plà ra (แจ่วปลาร้า - Jaew Pla Ra): chéo cá lên men (tương đương với mắm chua, mắm cá linh,  mắm cá sặc Việt Nam hay mắm bò hóc của Campuchia). Biến thể của nó là chéo plà ra sặp) - chéo cá lên men băm nhuyễn.
- Chéo chin nải (แจ่วจิหนาย - Jaew Jinnai): chéo cơ bản trộn với dế nướng.
- Chéo kộp (แจ่วกบ - Jaew Kob): chéo cơ bản trộn cùng thịt ếch.
- Chéo kiẹt (แจ่วเขียน - Jaew Kiet): chéo cơ bản trộn thịt chàng xanh.
- Chéo pù (แจ่วปู - Jaew Pu): chéo cơ bản trộn thịt cua.
- Chéo kung (แจ่วกุ้ง -Jaew Goong): chéo tép sống.
- Chéo khày (แจ่วไข่ - Jaew Kai): chéo trộn trứng luộc.
- Chéo mủ (แจ่วหม - Jaew Mu): chéo thịt lợn  xay nhuyễn.
- Chéo mang đa (แจ่วแมงดา - Jaew Mangda): chéo trộn cà cuống nướng.
- Chéo yọt wải (แจ่วยอดหวาย - Jaew Yod Wai) hay chéo wải (แจ่วหวาย): chéo trộn măng ngâm chua.
- Chéo boong (แจ่วบึ้ง -Jaew Bong): còn được gọi là tương ớt Luang Prabang - một loại tương ớt ngọt và mặn của Lào có nguồn gốc từ Luang Prabang, Lào được du nhập vào Thái Lan. Thành phần trong chéo boong được làm với ớt khô, riềng, tỏi, nước mắm và các nguyên liệu khác thường thấy ở Lào. Tuy nhiên, thành phần phân biệt của nó là có thêm thịt trâu hoặc da lợn thái nhỏ.
- Chéo man khăm (แจ่วแมงคาม - Jaew Mankham): chéo trộn kiến vương nướng.
- Chéo hẹt (แจ่วเห็ด - Jaew Hed): chéo trộn nấm đông cô.
- Chéo klưa (แจ่วเกลือ -Jaew Kluea): chéo cơ bản gồm hạt dổi, mắc khén, tỏi, hạt dổi, lá chanh và bột sả.
- Chéo kapi (แจ่วกะปิ - Jaew Kapi): chéo mắm tôm - một dạng biến thể của mắm tôm khô dạng hạt.
- Chéo hượt đan (แจ่วเฮือดด้าน -Jaew Hued Dan) - chéo được làm từ me, ớt khô, nước mắm, hẹ và đường.

### Nam prik
- Nam phrik kapi (tiếng Thái: น้ำพริก กะปิ) là một trong những giống phổ biến nhất và là đặc trưng của miền trung Thái Lan. Nó chứa mắm tôm lên men, chanh, ớt, và thường là cà tím. Nó thường được ăn kèm với cá ba thú và rau quả, trong số các món ăn khác.[1]
- Nam phrik khá (tiếng Thái: น้ำพริก ข่า) được làm từ ớt nướng, tỏi, riềng và muối. Đặc sản miền bắc Thái Lan này thường được phục vụ như một món nhúng cho nấm hấp.[2]
- Nam phrik kung siap (tiếng Thái: น้ำพริก กุ้ง เสียบ) là một đặc sản miền Nam Thái Lan phổ biến ở các tỉnh Phuket và Krabi. Nó được làm từ tôm khô hun khói(kung siap), hẹ tây, tỏi, ớt hiểm, mắm tôm và nêm với nước cốt chanh, đường thốt nốt và nước mắm.
- Nam phrik loong rưa (tiếng Thái:น้ำพริก ลง เรือ) là một món nam phrik công phu, sử dụng một số loại trái cây như bứa và Solanum ferox, tôm khô, thịt lợn và mắm tôm. Ngoài ớt, tỏi và đường. Nó được ăn với trứng vịt muối, rau xanh, và, chẳng hạn như Zedoary thái lát ("nghệ trắng").
- Nam phrik meng đa (tiếng Thái: น้ำพริก แมงดา) kết hợp với cà cuống giã nhỏ để có hương vị đặc trưng
- Nam phrik nà roọc (tiếng Thái: น้ำพริก นรก) dịch theo nghĩa đen là "tương ớt từ địa ngục". Nó được làm từ ớt khô, mắm tôm, cá trê, hẹ tây, tỏi, nước mắm và đường.
- Nam phrik nằm (tiếng Thái:น้ำพริก หนุ่ม), một đặc sản dày của miền Bắc dựa trên ớt xanh nướng, hành và tỏi, thường được ăn cùng với rau, thịt lợn quay giòn bì và xôi.
- Nam phrik oong (tiếng Thái:น้ำพริก อ่อง) là một đặc sản truyền thống của miền Bắc Thái Lan được làm từ thịt lợn băm và cà chua.
- Nam phrik phao (tiếng Thái:น้ำพริกเผา) được làm ngọt với đường, cùng với các nguyên liệu khác là ớt rang và me. Nó phổ biến dưới dạng phết lên bánh mì hoặc bánh mì nướng. Nó cũng có thể được sử dụng như một thành phần, chẳng hạn như trong món tom yum hoặc trong món gỏi Thái với mực gọi là phla pla muek.
- Nam phrik plà ching chằn (tiếng Thái: น้ำพริก ปลา ฉิ้ ง ฉ้า ง) được làm từ loại cá cơm địa phương nhỏ phổ biến ở Phuket.
- Nam phrik plà ra (tiếng Thái: น้ำพริก ปลาร้า) được làm từ nguyên liệu chính là cá. Giống như hầu hết các loại nam phrik, một ít nước được sử dụng nếu hỗn hợp trở nên quá đặc.
- Nam phrik plà salat pôn (น้ำพริก ปลา ส ลาด ป่น), còn được gọi là phrik plà salat pôn, là một loại nam phrik bột, rang. Tất cả các nguyên liệu chính (khô cá thác lác, ớt khô đỏ và tỏi) được rang trước cho đến khi giòn. Mắm tôm và đường cũng cho vào, dùng cối và chày giã nhuyễn hỗn hợp trên. Nó được ăn với rau sống, và phổ biến ở Khorat.
- Nam phrik plà yang (tiếng Thái: น้ำพริก ปลา ย่าง) chủ yếu là cá xay, nướng, thường là cá lóc, trộn với hành, tỏi, ớt bột, me, mắm tôm, nước mắm và đường.
- Nam phrik tai pla (น้ำพริก ไตปลา), một trong những nguyên liệu chính của nó là tai pla, một loại nước sốt được sử dụng trong ẩm thực miền nam Thái Lan được làm từ các bộ phận lên men của cá ba thú.